# Puschkarjowo (Kaliningrad)
Puschkarjowo (russisch Пушкарёво, deutsch Puschdorf, litauisch Puškiemis) ist ein Ort in der russischen Oblast Kaliningrad. Er gehört zur kommunalen Selbstverwaltungseinheit Stadtkreis Tschernjachowsk im Rajon Tschernjachowsk.

## Geographische Lage
Puschkarjowo liegt südlich des Pregel (russisch: Pregolja), 28 Kilometer westlich des Rajonszentrums Tschernjachowsk (Insterburg). Von Talpaki (Taplacken) führt die Kommunalstraße 27K-271 nach Puschkarjowo, das Bahnstation an der Bahnstrecke Kaliningrad–Tschernyschewskoje (Königsberg–Eydtkuhnen/Eydtkau) ist, einem Teilstück der früheren Preußischen Ostbahn, zur Weiterfahrt nach Litauen und in das russische Kernland.

## Geschichte
Die Gegend um Puschkarjowo, dem einstigen Puschdorf, ist sehr altes Siedlungsland, das – wie Funde es beweisen – weit bis in die Nacheiszeit zurückreicht. Der Ort Puschdorf wird bald nach 1410 entstanden sein, 1423 wurde er erstmals urkundlich genannt. Im Jahre 1441 verlieh der Ordenshochmeister Konrad von Erlichshausen neben dem Dorf Stablacken (heute russisch: Uschakowo) auch Puschdorf der Altstadt Königsberg.
Am 24. Juli 1726 kaufte Fürst Leopold von Anhalt-Dessau (der „alte Dessauer“) das Stadtgut Puschdorf. Während der Schlacht bei Groß-Jägersdorf brannte das Dorf bis auf neun Häuser und die Kirche ab. 1785 wurde es als Adliges Dorf mit 33 Feuerstellen erwähnt.
Puschdorf wurde am 11. März 1874 Sitz und namensgebend für einen neu errichteten Amtsbezirk, der bis 1945 zum Kreis Insterburg im Regierungsbezirk Gumbinnen der preußischen Provinz Ostpreußen gehörte. In der Zeit zwischen 1903 und 1907 wurde der Gutsbezirk Puschdorf in die Landgemeinde Puschdorf eingemeindet. 
In Folge des Zweiten Weltkrieges kam Puschdorf 1945 mit dem nördlichen Ostpreußen zur Sowjetunion. Im Jahr 1947 erhielt der Ort die russische Bezeichnung Puschkarjowo (puschkar = Kanonier). Gleichzeitig wurde der Ort dem Dorfsowjet Meschduretschenski selski Sowet im Rajon Tschernjachowsk zugeordnet und gelangte nach dessen Auflösung im Jahr 1961 in den Bereschkowski selski Sowet. Von 2008 bis 2015 gehörte Puschkarjowo zur Landgemeinde Swobodnenskoje selskoje posselenije und seither zum Stadtkreis Tschernjachowsk.

### Einwohnerentwicklung
| Jahr | Einwohner |
| ---- | --------- |
| 1910 | 581       |
| 1933 | 518       |
| 1939 | 560       |
| 2002 | 191       |
| 2010 | 194       |

### Amtsbezirk Puschdorf (1874–1945)
Zum Amtsbezirk Puschdorf gehörten ursprünglich fünf Landgemeinden (LG) und zwei Gutsbezirke (GB):
| Deutscher Name                                    | Russischer Name | Bemerkungen                                      |
| ------------------------------------------------- | --------------- | ------------------------------------------------ |
| Damerau (LG)                                      |                 | 1928 in die Landgemeinde Eichental eingegliedert |
| Piaten (GB)                                       |                 | 1928 in die Landgemeinde Piaten eingegliedert    |
| Piaten (LG)                                       | Meschduretschje |                                                  |
| Herzögl. Forst Puschdorf (GB)                     |                 |                                                  |
| Puschdorf (LG)                                    | Puschkarjowo    |                                                  |
| Ranglacken (LG)                                   |                 | 1928 in die Landgemeinde Eichental eingegliedert |
| Stablacken, Ksp. Puschdorf ab 1928: Pregelau (LG) | Uschakowo       |                                                  |

Am 1. Januar 1945 bildeten noch vier Gemeinden den Amtsbezirk Puschdorf: Eichental, Piaten, Pregelau und Puschdorf.

## Kirche
Siehe Hauptartikel → Kirche Puschdorf

### Kirchengebäude
In Nachfolge einer früheren Kirche wurde 1769 durch den Fürsten Leopold von Anhalt-Dessau ein neues Gotteshaus errichtet. Es handelte sich um ein schlichtes Gebäude ohne Turm, versehen mit einem Glockenstuhl aus Fachwerk. Altar und Kanzel (aus den Jahren 1638/39) stammten noch aus der alten Kirche, beide wurden 1770 zu einem Kanzelaltar vereinigt. Die Orgel wurde 1836 von der reformierten Kirche in Memel (heute litauisch: Klaipėda) erworben.
Die Kirche überstand den Krieg unversehrt. Danach diente sie zweckentfremdet der Roten Armee als Lagerhalle. Die Ausstattung der Kirche wurde vernichtet. Nach 1995 nutzten die Dorfbewohner das Gebäude als Reservoir für Baumaterial. Dementsprechend stehen heute nur noch ruinöse Mauerreste der Kirche.

### Kirchengemeinde
Puschdorf war bereits in vorreformatorischer Zeit ein Kirchdorf. Schon 1486 bestand eine Pfarrkirche. Die Reformation hielt hier bereits früh Einzug. Anfangs zur Inspektion Wehlau (heute russisch: Snamensk) gehörig war Puschdorf bis 1945 dann in den Kirchenkreis Insterburg in der Kirchenprovinz Ostpreußen der Kirche der Altpreußischen Union integriert. Flucht und Vertreibung der einheimischen Bevölkerung setzten dem kirchlichen Leben ein Ende. Heute liegt Puschkarjowo im Einzugsbereich der in den 1990er Jahren neu entstandenen evangelisch-lutherischen Gemeinde in Talpaki (Taplacken), einer Filialgemeinde der Auferstehungskirche in Kaliningrad (Königsberg) in der Propstei Kaliningrad der Evangelisch-lutherischen Kirche Europäisches Russland.

## Persönlichkeiten des Ortes
- Wilhelm Tobien (* 26. Januar 1837 in Puschdorf; † 1911), deutscher Lehrer, Regionalhistoriker und Autor